# The King of Queens

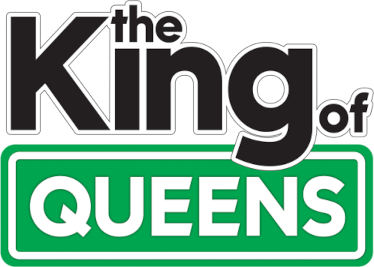
Logo de la serie.

The King of Queens (El rey de Queens en Latinoamérica y España) es una serie estadounidense que se transmitió originalmente por la cadena CBS desde el 21 de septiembre de 1998 al 14 de mayo de 2007. Esta divertida serie trata acerca de la vida de Doug y Carrie Heffernan, una enamorada pareja de clase trabajadora de Queens, New York, quienes comparten su modesto hogar con Arthur, el excéntrico padre de Carrie. Para Doug, después de su largo día de trabajo como repartidor, su casa es un refugio en la búsqueda de paz y tranquilidad, algo normalmente interrumpido por su familia política.
El show fue producido por Hanley Productions y Producciones de CBS (1998-2006), CBS Paramount Television (2006-07), en asociación con Columbia TriStar Television (1998-2002), y Sony Pictures Television (2002-07). Fue filmado en Sony Pictures Studios en Culver City, California, EE.UU.
Protagonizada por Kevin James, Leah Remini y el legendario Jerry Stiller.
Después de la emisión final de la serie el 14 de mayo de 2007, El rey de Queens se convirtió en la última comedia de acción en vivo estadounidense que se estrenó en la década de 1990 para poner fin a su carrera.

## Trama
Doug y Carrie Heffernan son una pareja de la clase trabajadora que viven en "3121 Aberdeen Street" en Rego Park, Queens, Nueva York, junto con el excéntrico padre de Carrie, Arthur Spooner. Doug trabaja para el Servicio Internacional de Paquetería (IPS) como conductor de entregas, mientras que Carrie trabaja como secretaria en Manhattan, primero para un bufete de abogados y luego para una firma de bienes raíces. Sus vidas se complican por las demandas de Arthur, tanto que finalmente contratan a Holly, una caminadora de perros profesional, para que pase tiempo con él mientras camina perros en el parque.
También aparecen en el programa los amigos de Doug, Deacon Palmer, Spence Olchin y Richie Iannucci, así como el primo de Doug, Danny Heffernan. La esposa de Deacon, Kelly, es la mejor amiga de Carrie.
La mayoría de las escenas tienen lugar en la casa de los Heffernan, pero otros lugares comunes incluyen los lugares de trabajo de Doug y Carrie, el restaurante Cooper's y las residencias de amigos y familiares. Mientras que las localizaciones vistas durante la canción de entrada fueron filmadas en las áreas circundantes Nueva York, aunque la serie fue filmada en California.
La serie comienza después de que Doug y Carrie ya se han casado, y cómo se conocieron es algo poco claro debido a problemas de continuidad. En un episodio de flashback, "Meet By-Product", Doug conoce a Carrie cuando es un gorila en un club nocturno al que Carrie asiste. Sin embargo, en otro episodio, "Road Rayge", Carrie reflexiona sobre una canción que dice que Doug le pidió que bailara cuando estaban en la escuela secundaria. En un episodio posterior, se implicó que todos fueron a la secundaria juntos.